# Dan Sheehan
Dan Patrick Sheehan (* 17. září 1998 Dublin) je irský ragbista hrající na pozici mlynáře. Hraje za irský klub Leinster.
Se svým současným klubem vyhrál v letech 2020 a 2021 PRO14. V sezoně 2022/2023 byl zvolen do nejlepší sestavy té soutěže. V sezóně 2024/25 vyhrál United Rugby Championship.
Zúčastnil se MS 2023. Ve stejném roce byl vybrán World Rugby do nejlepší sestavy světa. S irskou reprezentací vyhrál Six Nations v roce 2023 a 2024. Na Six Nations 2024 položil společně se skotským hráčem van der Merwem nejvíce pětek (5). V roce 2025 byl součástí Britských a Irských lvů.